# Pisaurina mira
Espèce
Synonymes
- Dolomedes mirus Walckenaer, 1837
- Dolomedes virgatus Walckenaer, 1837
- Micrommata undata Hentz, 1845
- Micrommata serrata Hentz, 1845
- Micrommata marmorata Hentz, 1845
- Micrommata carolinensis Hentz, 1845
- Dolomedes binotatus C. L. Koch, 1847
- Micrommata subinflata Hentz, 1850
- Micrommata canadensis Emerton, 1876

Pisaurina mira est une espèce d'araignées aranéomorphes de la famille des Pisauridae.

## Distribution
Cette espèce se rencontre aux États-Unis en Floride, en Géorgie, en Caroline du Sud, en Caroline du Nord, au Tennessee, en Alabama, au Mississippi, en Louisiane, en Arkansas, au Texas, en Oklahoma, au Kansas, au Missouri, en Iowa, au Minnesota, au Wisconsin, en Illinois, au Kentucky, en Indiana, au Michigan, en Ohio, en Virginie-Occidentale, en Virginie, au Maryland, en Pennsylvanie, au New Jersey, dans l'État de New York, au Connecticut, au Massachusetts, au Vermont, au New Hampshire et au Maine et au Canada en Ontario, au Québec et au Nouveau-Brunswick,.

## Description

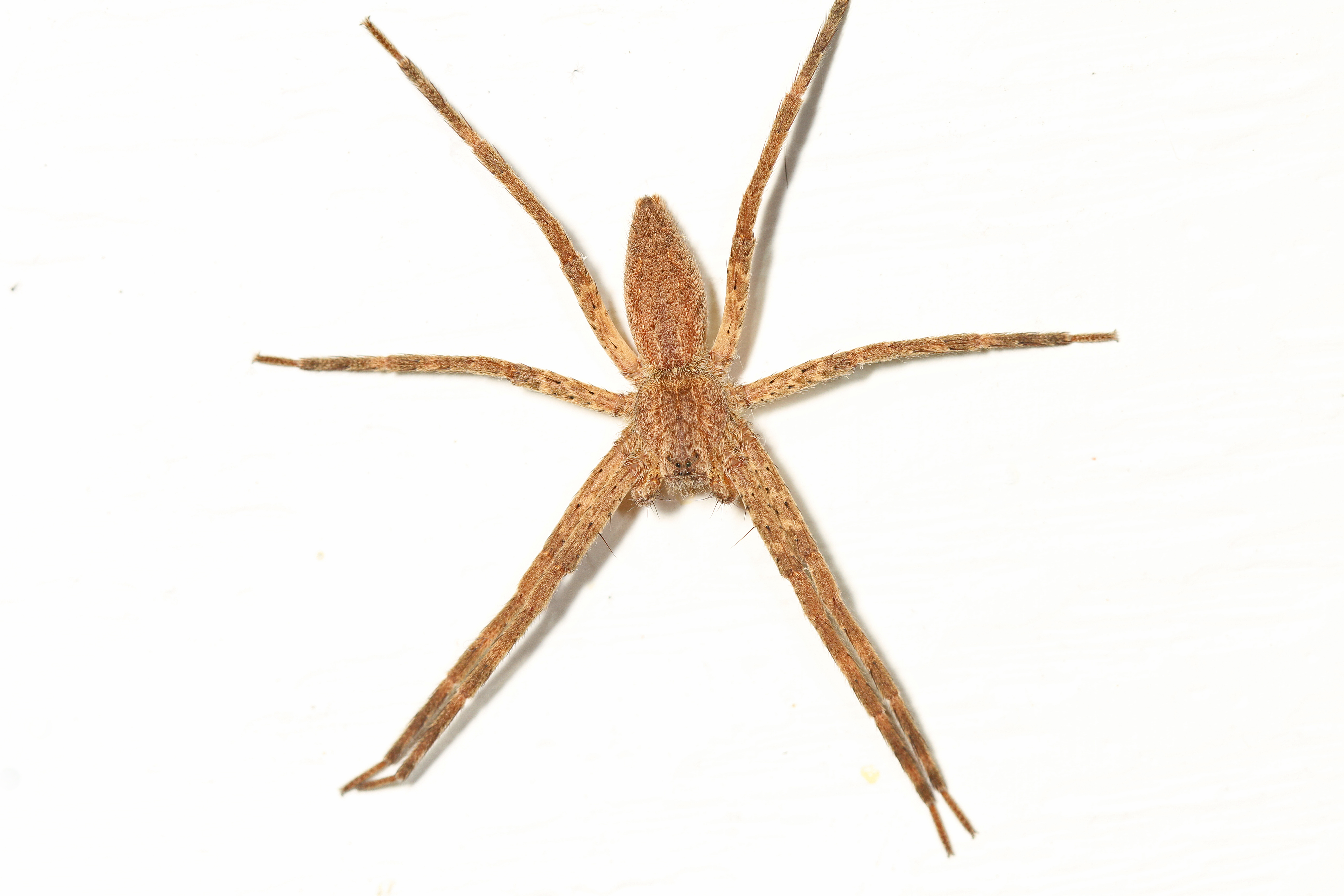
Pisaurina mira

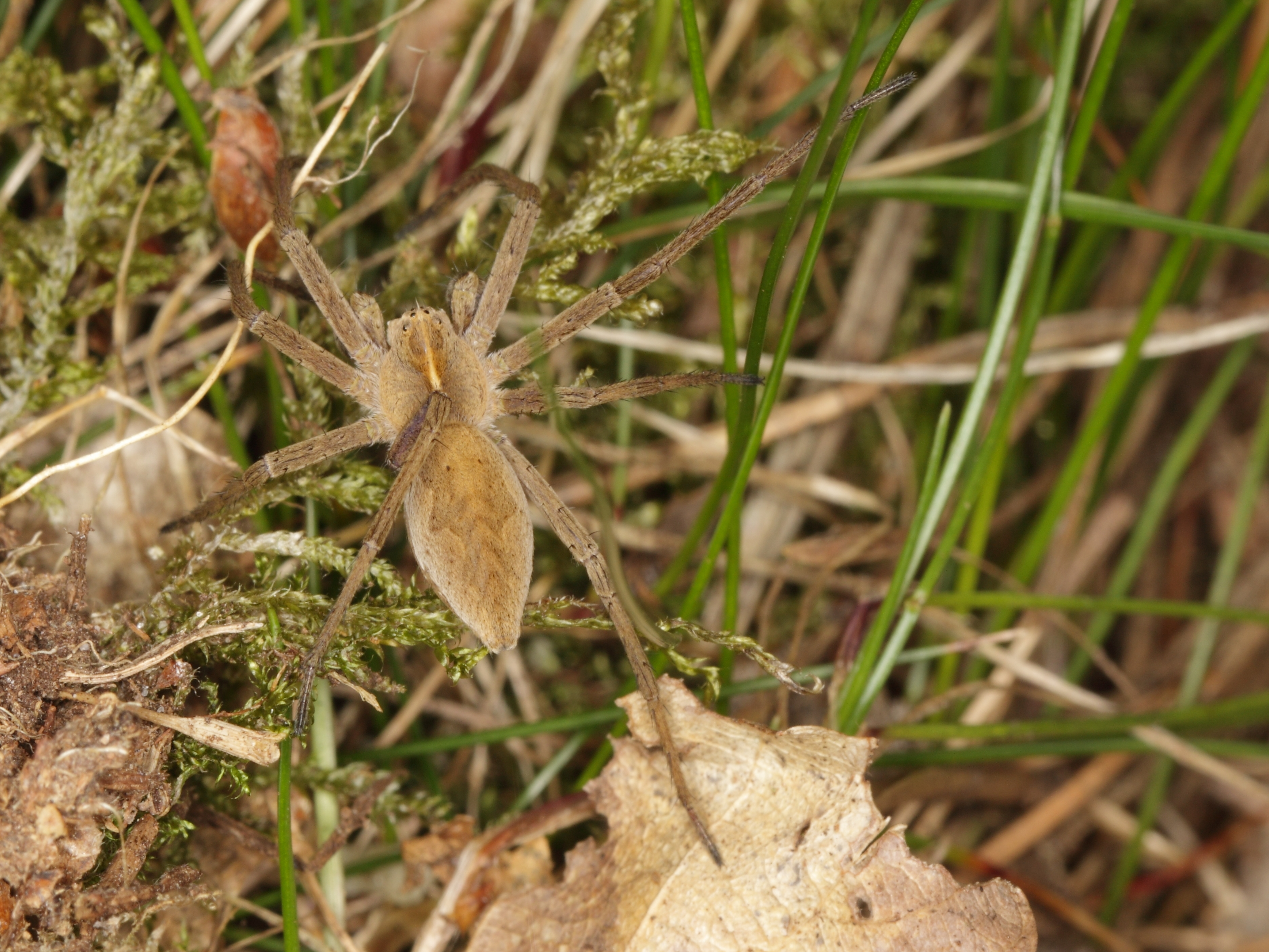
Pisaurina mira

Les mâles mesurent de 10,5 à 15,0 mm et les femelles de 12,3 à 16,5 mm.

## Publication originale
- Walckenaer, 1837 : Histoire naturelle des insectes. Aptères. Paris, vol. 1, p. 1-682 (texte intégral).